# Taran-Plateau
Das Taran-Plateau (bulgarisch Търънско плато Taransko plato) ist ein in ost-westlicher Ausdehnung 5,5 km langes, 3,3 km breites und 1100 bis 1700 m hohes Plateau auf der Brabant-Insel im Palmer-Archipel westlich der Antarktischen Halbinsel. Als Teil der Stribog Mountains ist es südlich des Laënnec-Gletschers, westlich und nördlich des Swetowratschene-Gletschers und nordöstlich des Malpighi-Gletschers nach Südwesten mit dem Basarbovo Ridge sowie durch den Doriones Saddle nach Osten mit den Avroleva Heights verbunden. Seine steilen Nordhänge sowie Teile der Südost- und Südwesthänge sind größtenteils unvereist.
Britische Wissenschaftler kartierten es 1980 und 2008. Die bulgarische Kommission für Antarktische Geographische Namen benannte es 2015 nach der Ortschaft Taran im Süden Bulgariens.